# Welsh corgi cardigan
För andra betydelser, se Welsh corgi.
Welsh corgi cardigan är en hundras från Wales i Storbritannien. Tillsammans med welsh corgi pembroke utgör den rastypen welsh corgi. En välliknande och förmodat besläktad hundras är lancashire heeler.

## Historia
Namnet corgi antas komma från walesiskans curci eller cor-ci, som betyder "liten", "dvärg". På walesiska kallades den här typen av welsh corgi Ca Llathaid, vilket betyder ungefär en yard lång (en walesisk yard var 108 cm till skillnad från den engelska som är 91,4 cm.) Det brukar antas att det är denna typ som avses i den engelska jordeboken Domesday Book från 1086, och utifrån detta brukar pembroken anses som den äldsta typen. Enligt vissa teorier härstammar den från hundar som följde den keltiska folkvandringen på 300-talet fvt. Man diskuterar också fortfarande om den kan vara anfader eller ättling till vikingarnas lilla boskapshund, ursprunget till västgötaspetsen.
Som namnen anger är cardigan-typens kärnområde det höglänta Cardiganshire medan pembroke-typen härrör från det låglandsbetonade Pembrokeshire. Båda typerna har använts som boskapshundar som drev boskapen genom att nafsa dem i hasorna. På 1880-talet drabbade Cardiganshire av ofärdsår och man övergick från nötkreatur till fårskötsel. Därför korsades större fårhundar in, vilket antas ha gett upphov till de huvudsakliga anatomiska skillnaderna. Korsningar mellan cardigan och pembroke var vanliga fram till 1934, då de officiellt uppdelades i två raser. Genom erkännandet utformades rasstandarder och de särskiljande egenskaperna framhävdes.

## Egenskaper
Welsh corgi cardigan är kraftigare byggd, har större öron och väl behårad svans, ungefär som en rävsvans. Den är en lågställd robust hund med kraftig bröstkorg, mycket stora upprättstående öron och lång, ganska lågt ansatt svans. Pälsen är medellång, tät med tät underull, längre runt halsen. Färgen är brindle, blue merle (gråblå med svarta fläckar, vita tecken och tanteckning), svart, svart med tantecken, svart och brindle, sobel och röd, ofta med vita tecken.

## Utseende

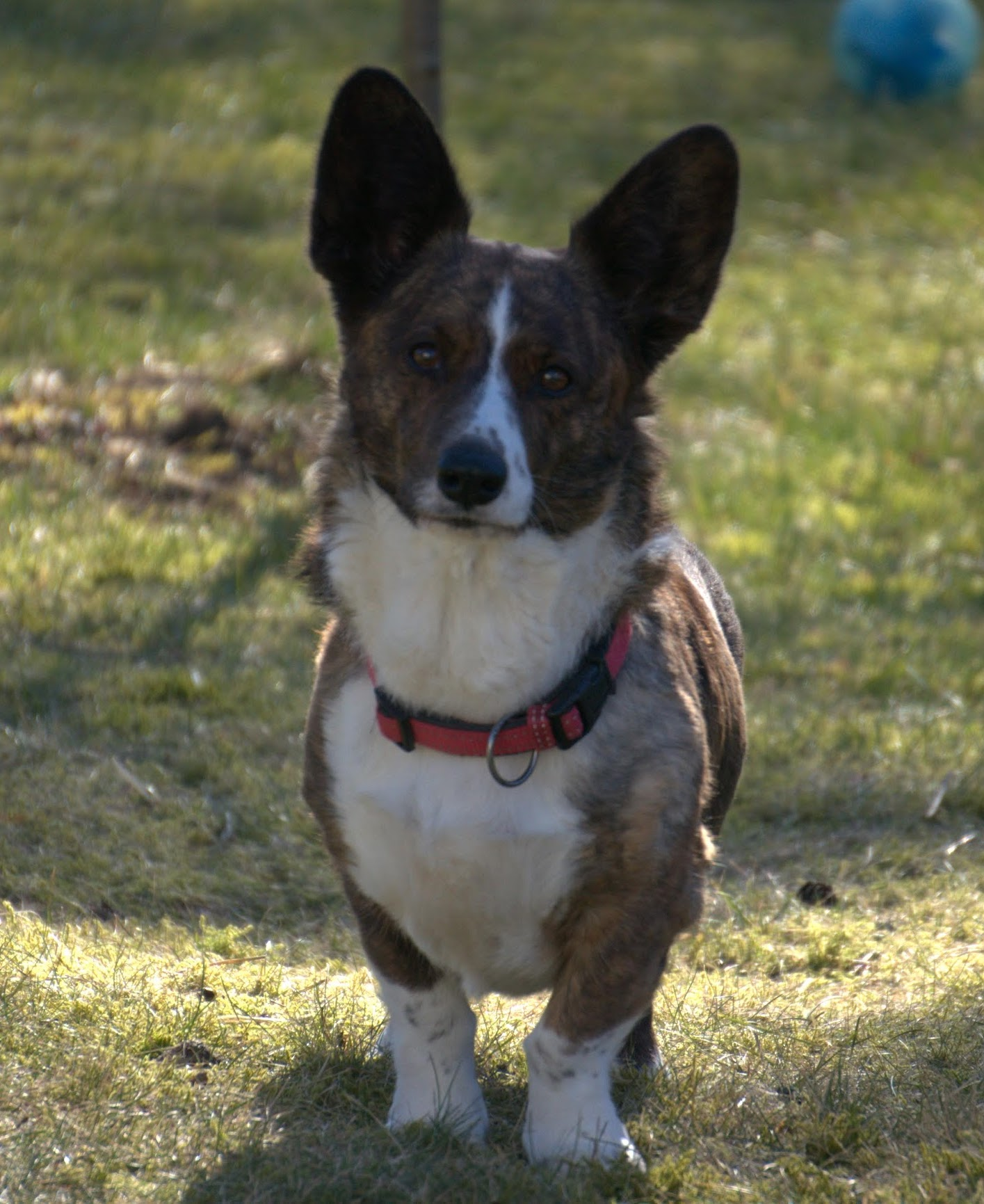
Welsh corgi cardigan tri color.

Cardigan är större och kraftigare än pembroke och har längre hals och större öron som är upprättstående och brett ansatta. Den är lågställd men rörlig. Den skall ha plan rygg och djup bröstkorg. Svansen är sabelformad som en rävsvans.